# 김종해 (시인)
김종해(金鍾海, 1941년 7월 23일 ~ )는 대한민국의 시인이다. 시인 김종철의 형이다.

## 생애
• 1941년—부산시 서구 초장동에서 아버지 김재덕金載德님과 어머니 최이쁜崔入粉님 사이의 3남 1녀 중 둘째 아들로 태어나다. 아우 김종철金鍾鐵 시인은 셋째아들.
• 1957년—부산 남중학교를 졸업하고 점원, 철공소 일을 하다가 한때 500톤급 여객선을 타고 선원 생활을 하다.
• 1960년—부산 해동고등학교를 졸업하고 국학대학 국문학과의 문예장학생 대우(전국 남녀고교생 문예콩클 당선)를 받았으나 서울 체재비가 없어 포기. 『흐름』이란 육필시집을 묶어내다.
• 1962년—문학작품 읽기와 쓰기 및 내면 일기 노트  『자성록自省錄』을 기록하다.
2월 다시 상경하여 제기동에서 가정교사로 지내다.
• 1963년—《자유문학》지 신인상에 시 「저녁」  당선으로 문단에 데뷔(필명: 南宮海).
• 1964년—신동한·백승철·주성윤 등과 시와 시론 《신년대》 창간 동인(1집~5집)으로 활동.
부산대 국문과 출신의 박영자와 7년 열애 끝에 동거생활.
• 1965년—《경향신문》 신춘문예에 시 「내란」 당선으로 박목월․조지훈 두 분의 재평가를 받다. 장남 김요일 태어남.
• 1966년—첫 시집『인간의 악기樂器󰡕를 간행하다.《현대시》동인으로 가입하여 김영태․정진규․이수익·이승훈·박의상·오탁번·오세영·이건청 등과 활동(12집~26집).
• 1967년—차남 김요안 태어남. 한국시인협회(회장 박목월)에 입회하여 간사로 일함.
• 1968년—학원 강사생활을 접고 정음사 편집부에 재직. 출판사에서 간행되는 인류의 고전·명작 「세계문학전집」과 근대사상 명저들을 교정 작업하면서 정독·공부하는 호사를 누리다.
• 1971년—한국시인협회 총무간사 및 외솔회 발행 인물연구지《나라사랑》편집자 역임.
제2시집 『신의 열쇠』 간행하다. 대통령 선거󰡐문학인선거참관단'으로 박용숙․권일송․신상웅․홍기삼 등과 참여, 이때부터󰡐요주의 인물’로 중부경찰서 정보형사의 담당 사찰을 받음. 12월, 박목월 선생 주례로 서울 다동 호수그릴에서 동거중인 박영자와 결혼식을 올림.
• 1973년—월간 시지《심상》(발행인:박목월)의 창간 실무 스탭으로 참여, 김광림․이건청과 함께 일하다. 장녀 김봄비 태어남.
• 1974년—자유실천문인협의회의 창립 발기위원으로 참여하다. 61명의 발기위원 전원이 조작된󰡐문인간첩단 사건’으로 남산 중앙정보부에 끌려가 구금 문초 받음. 당국의 압력으로 회사에서 사직의 위기까지 몰림.
• 1977년—여성잡지 《여원》사 편집위원을 거쳐, 문학예술사 창립주간 역임. 고려시대의 노비해방의 기수 만적 일대기를 그린 장편서사시 『천노, 일어서다』를 발표.
• 1978년—한국시인협회 사무국장 역임.
• 1979년—제3시집『왜 아니 오시나요󰡕를 간행. 도서출판 문학세계사 창립 대표(현재).
극단 민예극장(대표․허규)과 문학세계사 공동주최로 〈현대시를 위한 실험무대〉 시극운동을 주재. 김후란·정진규·이근배·허영자․김종해·이탄·강우식·이건청과 4년간 시극 및 시 낭송 운동을 함께 벌임.
• 1980년—정한모·김광림·정진규·허영자 등의 시인과 함께 대만 타이베이에서 열린 아시아시인회의에 다녀오다.
• 1981년—정부의 문인 해외파견 연수단에 뽑혀 작가 송영․한수산․박범신, 문학평론가 정규웅, 아동문학가 임신행 등과 함께 프랑스, 쿠웨이트, 인도 등지를 시찰.
• 1982년—고려시대의 노비해방의 선구자 만적의 일대기를 그린 장편서사시『천노賤奴, 일어서다󰡕를 간행하다.
• 1983년—『천노, 일어서다󰡕로 제28회〈현대문학상〉수상.
• 1984년—연작시집『항해일지󰡕를 간행하다. 구상․김광림․이형기 등의 시인들과 함께 일본 동경에서 열린 아시아 시인회의에 참석.
• 1985년—시집『항해일지󰡕로〈한국문학작가상〉수상.
• 1986년—대한출판문화협회 이사, 국제펜클럽 한국본부 이사 역임.
• 1987년—경향신문 신춘문예 출신 문인들로 구성된 경향문학인회 회장 역임.
• 1990년—시집『바람부는 날은 지하철을 타고󰡕를 간행.
• 1991년—시선집『무인도를 위하여󰡕를 간행. 터키 이스탄불에서 개최된 세계시인대회에 조병화, 감태준 시인 등과 참가.
• 1992년—유공출판인 표창(문공부장관) 받음. 한국소설가협회 소속 작가들 및 영화감독 유현목 등과 함께 러시아의 모스크바, 상트페테르부르크 등지를 다녀옴.
• 1993년—8월, 작가 이호철·이문구·홍상화, 평론가 김윤식·염무웅, 시인 신경림·이근배·조태일·임영조 등과 중국 북경, 연길, 도문, 백두산 등지를 다녀옴.
• 1994년—시집『별똥별󰡕을 간행.
• 1995년—시집『별똥별󰡕로 〈한국시협상〉 수상. 민주평통문화예술분과 상임위원 간사 피임.
멕시코 주정부 초청으로 정진규, 오세영, 조창환, 조정권(시인) 등과 딸 김봄비(국악)와 함께 과달라하라, 멕시코시티 등지에서 양국 문화교류 행사를 가짐.
• 1997년—<대우그룹의 세계 경영> 문인시찰단 일원으로 참가. 베트남, 인도, 우즈베키스탄, 영국, 룩셈부르크, 체코, 폴란드, 루마니아, 헝가리, 프랑스 등 전세기로 세계 각국을 돌며 「신新 실크로드의 음식기행」을 쓰다.
• 1998년—미국 LA 지역 한국 교민을 위한 시문학 강연 및 시낭송을 위해 김남조, 정진규, 이근배, 유안진과 함께 초청시인으로 참가.
• 2000년—한국시인협회 심의위원 역임.
• 2001년—시집『풀󰡕을 간행.
• 2002년—시집『풀󰡕로 제10회 공초문학상 수상. 한국시인협회 심의위원장 역임.
계간 시전문지《시인세계》가을 창간호를 펴냄. ‘현대시 100년, 10명의 시인’을 특집으로 꾸밈. 편집위원 김종해·장석주·정끝별, 편집인 김요안.
• 2003년—문학세계사 자회사이며 아동도서 전문출판사 <아이들판> 창립. 발행인은 김요일.
• 2004. 4~2006. 3 제34대 한국시인협회 회장 역임.
• 2004년—<한국현대시 100년 기념 시인축제> 행사로 철도청과 함께 서울역에서 시문학 행사 개최. 시인 250명과 함께 서울↔부산 간 특별열차 달리는 고속철 KTX 안에서 시낭송 행사 집행. 『시인들이 좋아하는 애송명시』를 간행하여 1,000명의 KTX 승객들에게 헌증. 부산에서 〈한국현대시 100년〉 기념행사 집행.
• 2005년—4월, 일본의 독도 자국 영토 주장을 통박하기 위한 우리 국토 지키기 <독도 시낭송 예술제> 행사를 시인 150명과 함께 3박 4일간 울릉도·독도에서 집행. 한국시인협회의 『내 사랑 독도』 시집 간행.
5월, 어머니를 주제로 한 김종해·김종철 형제시집 『어머니, 우리 어머니』 간행.
7월, 남북작가회의 참석. 평양, 백두산, 묘향산 등지를 다녀옴.
10월 29~30일, 전통 가락과 현대적 서정이 만나는 〈시여, 노래하라〉 전주시인축제를 세미나와 함께 개최. 김소월의 「진달래」를 명창 안숙선이 국악 시창詩唱으로 노래함.
11월, 이수익·이가림·김종철·신달자·장석주 등 한글세대 시인들의 일역판 시집 『오늘의 시, 한국시 21인집』을 간행. 일본 동경에서 열린 아시아시인회의에 한국 대표로 다녀옴.
• 2006년—1월, 미국 버클리대학 초청 ‘Speak Pacific’ 한국․미국 대표시인 시낭송 행사에 신경림․김종해·오세영․문정희․김승희와 함께 한국 초청시인으로 참석. 미국측 시인대표로 계관시인 로버트 하스를 비롯하여 잭 로고우, 브렌다 힐먼 등 6명의 시인이 참석함.
한국시인협회 평의원이 됨.
• 2008년—전통 한지에 납활자로 인쇄한 ‘출판도시 활판공방’의 특장본 시집의 하나로 100편의 시를 묶은 시선집 『누구에게나 봄날은 온다』를 간행.
• 2009년—문학세계사 창립 30주년이 됨. 그간 간행된 시집, 창작집, 평론, 에세이, 아동도서 및 예술․철학 관련 도서와 정기간행물 《시인세계》 등 2천여 권의 서적을 간행. 5월, 세종문화회관에서 창립 30주년 기념행사를 가짐.
10월, 문화․예술 발전에 기여한 공로로 ‘대한민국 문화훈장’ 수훈.
• 2010년—시집 『봄꿈을 꾸며󰡕를 간행. 『봄꿈을 꾸며󰡕로 한국 PEN 문학상 수상.
• 2012년—〈시인생각〉의 ‘한국대표명시선 100’으로 김종해 시선집 『우리들의 우산』을 간행.
• 2013년—등단 시력 50년이 되다. 열 번째 시집 『눈송이는 나의 각을 지운다󰡕를 간행.
문화체육관광부 선정 우수콘텐츠 잡지로 선정되어 창간 11년 3개월간 45집까지 간행해 오던 계간 전문시지 《시인세계》를 재정난으로 휴간하다.
• 2014년—한국시인협회와 이란시인협회가 공동주최하고, 우리 외교부와 주이란 한국대사관이 후원한 월드컵 계기 종합체육행사가 6월 이란의 테헤란에서 열림. 신달자·정호승·정끝별·이숭원·장석남 등과 함께 참가. 7월, 이 행사를 주관했던 김종철 시인 작고하다.
• 2016년—열한 번째 시집 『모두 허공이야』를 간행.
• 2017년—‘내가 좋아하는, 내가 쓴 서정시 33편’을 뽑아 엮은 김종해 서정시집 『그대 앞에 봄이 있다』를 간행.
• 2019년—열두 번째 시집 『늦저녁의 버스킹』을 간행.
• 2021년—시집『늦저녁의 버스킹』으로 제13회 〈구상문학상〉 본상을 수상하다.
• 2022년—11월, 시와 시인을 이야기하고, 시와 시인이 구심점을 이룬 김종해 첫 산문집 『시가 있으므르 세상은 따스하다』를 북레시피에서 펴내다.
• 2023년—등단 60년을 맞아 열세 번째 시집 『서로 사랑하기에는 시간이 너무 짧다』를 문학세계사에서 펴내다.
현재 문학세계사 발행인. 한국시인협회 평의원으로 현역 활동.